# 讓-馬克·納提耶
讓-馬克·納提耶（Jean-Marc Nattier、1685年3月17日—1766年11月7日）是一位法國畫家。他出生於巴黎，是肖像畫家馬克·納提耶（Marc Nattier，1642-1705）和細密畫家瑪麗·庫爾圖瓦（Marie Courtois，1655-1703）的次子。他以描繪身著古典神話服飾的路易十五宮廷貴婦而聞名。

## 生平
他最早的藝術啟蒙老師是父親和叔叔—歷史畫家讓·朱維內（Jean Jouvenet，1644-1717）。1703年，他進入皇家美術學院學習，致力於臨摹盧森堡宮的畫作，並創作了一系列彼得·保羅·魯本斯（Peter Paul Rubens）的瑪麗·德·美第奇系列畫作。基於這些畫作的版畫出版（1710年）使納蒂埃聲名鵲起，但他拒絕前往羅馬的法國學院學習，儘管他15歲時就在巴黎美術學院獲得了一等獎。1715年，他去了當時彼得大帝居住的阿姆斯特丹，為沙皇和葉卡捷琳娜皇后繪製肖像，但謝絕了前往俄羅斯的邀請。
讓-馬克·納提耶立志成為歷史畫家。1715年至1720年間，他致力於創作多幅作品，例如為彼得大帝創作的《普爾塔瓦戰役》以及《菲紐斯及其同伴的石化》，這幅作品也讓他入選了美術學院。1766年，讓-馬克·納提耶在巴黎去世。